# Андреа Сансовино
Андреа Сансовино (итал. Andrea Sansovino) ( Монте Сан Савино у близини Ареца, 1467 — Монте Сан Савино, 1529) био је италијански ренесансни архитекта и вајар чије дјело илуструје прелаз из ране у високу ренесансу.

## Биографија
Сансовинови прво веће дјело је олтар у мермеру за Свету тајну у Санто Спирито у Фиренци, исклесан за породицу Корбинели између 1485 и 1490. Финоћа детаља, емотивни набој и живахан наративни квалитет овог олтара су типични квалитети Сансовиновог раног стила. 
Након више година у Португалији, како тврди Вазари биограф умјетника ренесансе, Сансовино је поново у Фиренци 1502. године гдје почиње рад на групи статуа у мермеру, Крштење Христа, која се данас налази над централним вратима крстионице у катедрали Фиренце. Смирене позе фигура са снажном али контролисаном емоцијом и тијелима која одликују савршене пропорције форми, чине да се ово дјело сматра једним од првих дјела високе ренесансе.

## Галерија
- Крштење Христа (Анђео на лијевој страни је касније дјело италијанског рококо вајара Иноченца Спинација
- Олтар Свете тајне у Санто Спирито, мермер, око 1490. године